# Ellemobil

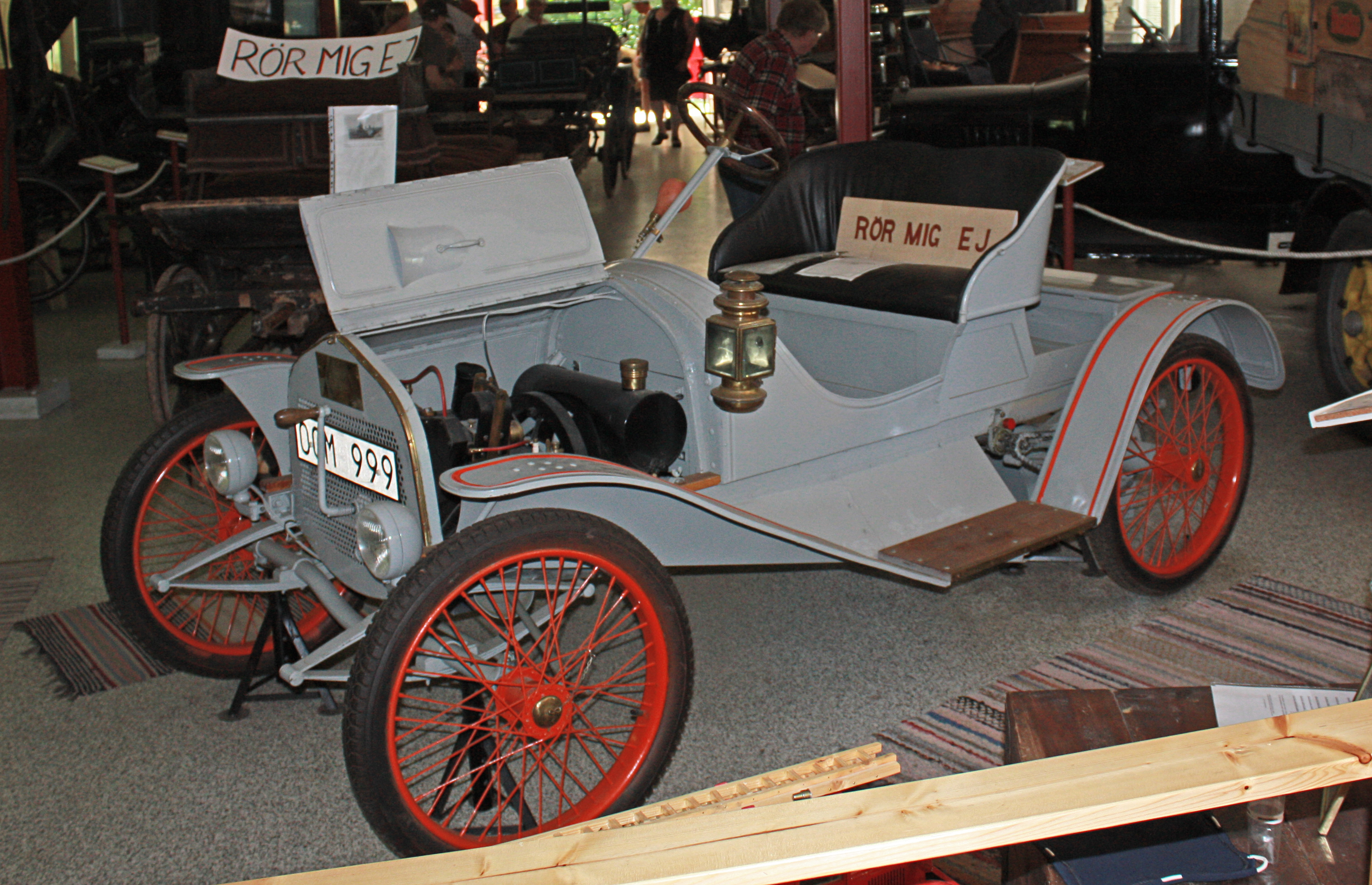
Ellemobil

Ellemobil foi um antigo fabricante de automóveis da Dinamarca.

## História
J. C. Ellehammer, que em 1904 desenvolveu uma motoneta e em 1906 um avião, fundou em 1909 em Copenhague uma firma que levou seu nome, começando a produzir automóveis. A produção foi encerrada em 1913.

## Modelos
Entre 1909 e 1910 foram produzidos alguns pequenos automóveis, que foram postos a venda. Foram autos de dois assentos. Tinha um motor de dois cilindros refrigerado a ar com transmissão por correia. Em 1913 foi lançado um modelo com três cilindros e potência de 12 cv, que ficou na fase de protótipo.